# Temporary Home
Temporary Home es el título de una canción escrita por Zac Maloy, Luke Laird y coescrita y grabada por la cantante estadounidense country Carrie Underwood. Es el segundo sencillo oficial de su tercer álbum de estudio, Play On, y fue lanzado a las radios country la semana del 14 de diciembre de 2009. Antes de ser lanzada como sencillo, la canción estuvo disponible en iTunes desde el 20 de octubre de 2009. Un video promocional de la canción fue lanzado en noviembre de 2009, y un video musical oficial fue lanzado en febrero de 2010. En diciembre de 2010 la canción fue colocada en el puesto 25 de las mejores canciones country de Billboard de 2010.

## Promoción
El 16 de noviembre de 2009, Underwood interpretó la canción en The Tonight Show with Conan O'Brien. También interpretó la canción en Home For Holidays, un especial de CBS que Faith Hill present el 23 de diciembre de 2009. Antes de su presentación en el Foxwoods Casino en Connecticut, el bus de gira de Underwood chocó y el conductor murió. Durante su actuación, Underwood se puso emocional y dijo “Esta canción significa demasiado para mí… ” Y dio una actuación triste.

## Recepción
Las críticas de la canción fueron mayoritariamente positivas. Billboard le dio a la canción una revisión positiva diciendo “La esperanza se forma en los escenarios y cada personaje en la canción demuestra que sus vidas no son nada más que algo pasajero… Vocalmente, Underwood nunca sonó tan dulce ni tan sentida. “Temporary Home” es una canción poderosa que es inspiradora pero no es sermoneadora, y la voz de Underwood sonará fuertemente en la mente de quienes oigan la canción.”
Country Universe le dio a la canción una A diciendo “No es la narrativa la que le da poder a esta canción, sino es la profundidad y la fuerza de la convicción personal. Desde la inclusión de miembros abandonados de la sociedad hasta las interpretaciones que se pueden tomar al escuchar la última frase de la canción – “This is our Temporary Home” (Este es nuestro hogar temporal)-, la canción provee una historia personal para todos los oyentes.”
Roughstock fue también posivito con respect a la canción, diciendo , “En “Temporary Home”, tres personajes toman diferentes interpretaciones con respecto al título de la canción; una interpretación literal por parte del niño adoptado que va de casa en casa; una madre joven con una casa hecha pedazos; y una interpretación espiritual por parte de un anciano en su lecho de muerte. Lo que pudo haber sido una montaña de problemas resultó siendo algo simple y efectivo.”
Jim Malec de 9513 fue menos entusiasta con respecto a la canción diciendo “Es difícil de explicar o, de tener algo de empatía por gente que sabemos que no son reales. Como resultado, “Temporary Home” tiene un significado afectivo algo duro –estamos tristes porque en los momentos difíciles estamos tristes, pero también estamos felices porque sabemos que al siguiente día nos irá mejor, pero sabemos que el escenario de la canción está construido desde un punto de vista más particular. Entre la primera nota y la última, ninguna sola palabra de la letra nos revela algo sobre nosotros o nos cuenta una historia con la que nos relacionemos- es un meteoro, llega fuerte pero desaparece rápido.” Sin embargo, fue positivo con respecto a las vocales de Underwood diciendo “Underwood nos muestra su refinada voz en su nuevo sencillo “Temporary Home”; su interpretación es hermosamente delicada, y el relajado tempo de la canción da una sensación de paz al oír la canción.”

## Lanzamientos
| Región         | Fecha                   | Formato(s)       | Sello            |
| -------------- | ----------------------- | ---------------- | ---------------- |
| Estados Unidos | 20 de octubre de 2009   | Descarga digital | Arista Nashville |
| Canadá         | 20 de octubre de 2009   | Descarga digital | Sony Music       |
| Estados Unidos | 14 de diciembre de 2009 | Airplay          | Arista Nashville |
| Canadá         | 14 de diciembre de 2009 | Airplay          | Sony Music       |

## Listas

### Semanales
| Chart (2009-2010)                  | Peak position |
| ---------------------------------- | ------------- |
| Canadá (Canadian Hot 100)          | 65            |
| Estados Unidos (Billboard Hot 100) | 41            |
| Estados Unidos (Hot Country Songs) | 1             |
| US Christian Songs (Billboard)     | 34            |

### Anuales
| Chart (2010)                 | Position |
| ---------------------------- | -------- |
| US Country Songs (Billboard) | 25       |

## Ventas y Certificaciones
Como sencillo promocional (antes del lanzamiento de “Play On”):
Estados Unidos: 31,000
- Estas ventas son las que fueron registradas antes de que la canción pueda ser comprada como un sencillo oficial.[16]

Como sencillo oficial (luego del lanzamiento de “Play On”):
Estados Unidos: 777,000
La canción fue certificada Oro.